# Babymetal (album)
Albums de BABYMETAL
Metal Resistance
(1er avril 2016)
Singles
1. Do・Ki・Do・Ki☆Morning
Sortie : 2 novembre 2011
2. Babymetal × Kiba of Akiba
Sortie : 7 mars 2012
3. Headbanger!!
Sortie : 4 juillet 2012
4. Ijime, Dame, Zettai
Sortie : 9 janvier 2013
5. Megitsune
Sortie : 19 juin 2013

Babymetal (écrit BABYMETAL) est le premier album studio du groupe féminin japonais BABYMETAL sorti en 2014.

## Détails de l'album
Il sort le 26 février 2014,, sous Toy's Factory, en deux éditions (avec des couvertures différentes) : régulière (le CD seulement) et limitée (CD et un DVD en supplément avec des clips vidéos des singles et vidéos en live). Babymetal est le premier sous-groupe de Sakura Gakuin à être très actif jusqu'à sortir un album.
L'opus contient les singles indépendants, de la chanson Doki Doki Morning à Headbanger!!, et les deux premiers singles major Ijime, Dame, Zettai et Megitsune, sortis en 2013, ainsi que trois chansons inédites. Il contient également les chansons faces-B des singles.

## Personnel

### Interprètes
- Su-Metal - chant, danse
- MoaMetal - scream, danse
- YuiMetal - scream, danse

### Musiciens
- Paroles : NAKAMETAL et Tsubometal (pistes n°1, 10 et 13), NORiMETAL et MK-METAL (pistes n°2, 5 et 7)
- Musiques : KxBxMetal, Tsubometal et Takemetal (pistes n°1, 10 et 13), NORiMETAL (pistes n°2, 5 et 7)
- Arrangements : Yuyoyuppe (pistes n°2, 5 et 7), NARAMETAL, NARASAKI (pistes n°9 et 12), Kyoto (pistes n°1, 10 et 13)

## Liste des titres

### CD de l'édition régulière
| 1.  | Babymetal Death (chanson face-B du 1er single major ; éd. limitées)                     | 5:48 |
| 2.  | Megitsune (メギツネ) (2e single major)                                                  | 4:09 |
| 3.  | Gimme Choco!! (ギミチョコ！！)                                                          | 4:04 |
| 4.  | Ii ne! (いいね！)                                                                       | 4:10 |
| 5.  | Akatsuki (紅月-アカツキ-) (chanson face-B du 2e single major)                           | 5:29 |
| 6.  | Do・Ki・Do・Ki☆MORNING (ド・キ・ド・キ☆モーニング) (1er single indie numérique)         | 3:45 |
| 7.  | Onedari Daisakusen (おねだり大作) (chanson face-B du 2e single major ; éd. limitées)    | 3:17 |
| 8.  | 4 no Uta (4の歌)                                                                        | 4:04 |
| 9.  | U・ki・U・ki★Midnight (ウ・キ・ウ・キ★ミッドナイト) (chanson face-B du 2e single indie) | 3:20 |
| 10. | Catch me if you can (chanson face-B du 1er single major)                                | 3:57 |
| 11. | Akumu no Rondo (悪夢の輪舞曲)                                                           | 3:36 |
| 12. | Headbanger!! (ヘドバンギャー！！) (2e single indie)                                     | 4:22 |
| 13. | Ijime, Dame, Zettai (イジメ、ダメ、ゼッタイ) (1er single major)                         | 6:09 |

### CD de l'édition limitéeBabymetal Apocalypse
| 1.  | Babymetal Death                                         | 5:48 |
| 2.  | Megitsune (メギツネ)                                    | 4:09 |
| 3.  | Gimme Choko!! (ギミチョコ！！)                          | 4:48 |
| 4.  | Ii ne! (いいね！)                                       | 4:10 |
| 5.  | Benitsuki -Akatsuki- (Unfinished Ver.) (紅月-アカツキ-) |      |
| 6.  | Do・Ki・Do・Ki☆Morning (ド・キ・ド・キ☆モーニング)      | 3:45 |
| 7.  | Onedari Daisakusen (おねだり大作戦)                     | 3:17 |
| 8.  | 4 no Uta (444 Ver.) (4の歌)                             |      |
| 9.  | U.ki.U.ki★Midnight (ウ・キ・ウ・キ★ミッドナイト)        | 3:20 |
| 10. | Catch me if you can                                     |      |
| 11. | Akumu no Rinbukyoku (悪夢の輪舞曲)                      | 3:36 |
| 12. | Headbanger!! (ヘドバンギャー！！)                       | 4:22 |
| 13. | Ijime, Dame, Zettai (イジメ、ダメ、ゼッタイ )           | 6:09 |

### DVDs de l'édition limitée
| 1. | Do・Ki・Do・Ki☆Morning (ド・キ・ド・キ☆モーニング) |  |
| 2. | Ii ne! (いいね！)                                  |  |
| 3. | Headbanger!! (ヘドバンギャー！！)                  |  |
| 4. | Ijime, Dame, Zettai (イジメ、ダメ、ゼッタイ)       |  |
| 5. | Megitsune (メギツネ)                               |  |

| 1. | Gimme Choko!! (from LEGEND "1997" SU-METAL Seitansai at Makuhari Messe Event Hall Dec/21/2013) (ギミチョコ！！) |  |

| 1. | Babymetal Death                              |  |
| 2. | Megitsune (メギツネ)                         |  |
| 3. | Catch Me If You Can                          |  |
| 4. | Headbanger!! (ヘドバンギャー！！)            |  |
| 5. | Ijime, Dame, Zettai (イジメ、ダメ、ゼッタイ) |  |

## Classements
| Classement (2014)                  | Position |
| ---------------------------------- | -------- |
| Japan (Oricon Weekly Album Chart), | 4        |
| Japan (Billboard Japan Top Albums) | 2        |
| UK Independent Albums Breakers     | 7        |
| UK Rock & Metal Albums             | 37       |
| U.S. Billboard 200                 | 187      |
| U.S. Heatseekers Albums            | 4        |
| U.S. Hard Rock Albums              | 12       |
| U.S. World Albums                  | 2        |